# Tsiaki
Tsiaki est une localité du sud-ouest de la République du Congo, chef-lieu du district homonyme, située dans le département de la Bouenza sur une altitude moyenne de 610 mètres. Elle fait partie des communautés urbaines de ce département.